# Wildburghöhe
Die Wildburghöhe im Rhein-Hunsrück-Kreis ist eine 633,5 m ü. NHN hohe Erhebung des Soonwaldes, einem Teil des Hunsrück in Rheinland-Pfalz.

## Geographische Lage
Die Erhebung liegt im Mittelteil des Soonwaldes auf der Gemarkung der Ortsgemeinde Sargenroth, etwa 4 km südöstlich des Dorfs. Mengerschied und Tiefenbach befinden sich auch in der Nähe. Südöstlich und südlich um die Erhebung herum fließt der Lametbach. Nahe steht das Forsthaus Wildburg.

## Ruine Wildburg
Auf der Wildburghöhe befinden sich die Überreste der mittelalterlichen Wildburg aus dem 12. Jahrhundert. Ursprünglich diente die Reichsburg zur Verwaltung des Soonwaldes, später verkaufte das Reich die Burg an die Herzöge von Simmern. Die Burg verfiel seit dem 16. Jahrhundert. Die heute kaum noch erkennbare Anlage hatte einstmals eine Grundfläche von etwa 140 m auf 100 m. Sie war gegen Süden durch einen Wallgraben und gegen Norden durch einen Ringgraben geschützt.